# Bolesław Twardowski
Bolesław Twardowski (Leopoli, 18 febbraio 1864 – Leopoli, 22 novembre 1944) è stato un arcivescovo cattolico polacco.

## Biografia
Frequentò le scuole elementari e superiori a Leopoli. Nel 1882 si diplomò ed entrò nel seminario di Leopoli, iniziando nello stesso tempo gli studi teologici presso l'Università di Leopoli.
Il 25 luglio 1886 fu ordinato presbitero. Studiò per due anni diritto canonico alla Pontificia Università Gregoriana di Roma, conseguendo il dottorato nel 1888. A Roma strinse amicizia con san Józef Bilczewski, che studiava archeologia cristiana.
Al suo ritorno in patria fu nominato prefetto del seminario di Leopoli e successivamente cancelliere della curia metropolitana di Leopoli.
Il 14 settembre 1918 fu nominato vescovo ausiliare di Leopoli e vescovo titolare di Telmisso. Fu consacrato vescovo il 12 gennaio 1919. Fu vicario generale dell'arcidiocesi e vicepresidente della Facoltà dell'Istituto Centrale per i poveri di Leopoli e rettore del seminario di Leopoli.
Il 22 marzo 1923, due giorni dopo la morte di san Józef Bilczewski fu scelto nella terna di nomi per il nuovo arcivescovo metropolita dal capitolo e il 3 agosto ricevette la nomina dalla Santa Sede.
Durante il suo episcopato prima del 1935 erano state costruite 27 chiese parrocchiali, aveva iniziato la costruzione di altre quattro e altre 19 erano state restaurate. La chiesa più importante fra queste è quella di Nostra Signora di Ostra Brama (la Porta dell'Aurora) costruita tra il 1931 e il 1934 come un voto per il mantenimento del confine orientale della madrepatria.
Fu un sostenitore e promotore dell'Azione Cattolica, attribuì grande importanza alle opere di carità della Chiesa, durante la crisi economica fu attivamente impegnato nella lotta contro la disoccupazione e la fame nell'arcidiocesi di Leopoli. Fu un avversario tenace dell'attività politica del clero; nel 1935 vietò ai sacerdoti di candidarsi alle elezioni parlamentari.
Il 16 novembre 1924 l'Università di Leopoli gli conferì la laurea honoris causa. Il rettore Juliusz Makarewicz nella laudatio sottolineò che il riconoscimento era per la promozione dei valori patriottici e cristiani nell'arcidiocesi.
Durante la seconda guerra mondiale, quando un'escalation di uccisioni perpetrate dai nazionalisti ucraini ai danni della popolazione civile polacca nella Galizia orientale, stabilì nel 1943-1944 una collaborazione con i vescovi della Chiesa greco-cattolica ucraina e in particolare con l'arcieparca Andrej Szeptycki, chiedendo invano di fermare le uccisioni.
Nella seconda metà del dicembre del 1939 fu espulso dalle autorità sovietiche dalla sua casa. Da lì tornò al palazzo arcivescovile 16 luglio 1941 dopo lo scoppio della guerra tra Germania e Unione Sovietica. La sua progressiva malattia fece sì che l'onere dell'arcidiocesi ricadesse in gran parte sulle spalle del vescovo ausiliare Eugeniusz Baziak, che dal 26 aprile 1944 fu arcivescovo coadiutore con diritto di successione.
Morì a Leopoli a causa di malattie cardiache e polmonite causata dalla sua partecipazione ai funerali di Andrej Szeptycki, che si erano tenuti il 5 novembre 1944.
Fu sepolto secondo i suoi desideri nella cripta della chiesa di Nostra Signora di Ostra Brama, mentre il cuore fu deposto nella parete del coro monastico del convento delle suore carmelitani a Leopoli. Dopo la profanazione della chiesa di Nostra Signora di Ostra Brama da parte delle autorità sovietiche, nel periodo 1947-1948 i suoi resti sono stati trasferiti nella cripta nel seminterrato della cattedrale di Leopoli. Il suo cuore fu trasferito dalle suore, costrette all'espatrio, a Włocławek.

## Genealogia episcopale e successione apostolica
La genealogia episcopale è:
- Cardinale Scipione Rebiba
- Cardinale Giulio Antonio Santori
- Cardinale Girolamo Bernerio, O.P.
- Arcivescovo Galeazzo Sanvitale
- Cardinale Ludovico Ludovisi
- Cardinale Luigi Caetani
- Cardinale Ulderico Carpegna
- Cardinale Paluzzo Paluzzi Altieri degli Albertoni
- Papa Benedetto XIII
- Papa Benedetto XIV
- Papa Clemente XIII
- Cardinale Enrico Benedetto Stuart
- Papa Leone XII
- Cardinale Chiarissimo Falconieri Mellini
- Cardinale Camillo Di Pietro
- Cardinale Mieczysław Halka Ledóchowski
- Cardinale Jan Maurycy Paweł Puzyna de Kosielsko
- Arcivescovo Józef Bilczewski
- Arcivescovo Bolesław Twardowski

La successione apostolica è:
- Vescovo Franciszek Lisowski (1928)
- Arcivescovo Eugeniusz Baziak (1933)